# Edge of Sanity
Edge Of Sanity – szwedzki zespół deathmetalowy, który jako jeden z pierwszych zaczął eksperymentować z muzyką death metalową inkorporując do swojej twórczości elementy rocka progresywnego (co jest zwłaszcza zauważalne na płytach "Crimson" oraz "Crimson II") oraz melodyjniejszego grania, co zainspirowało później do powstania melodyjnego death metalu. Oprócz tego muzycy robili odskoki muzyczne, co skutkowało powstaniem takich nagrań, jak chociażby utrzymany w konwencji gotyckiego rocka "Sacrificed" czy hardcore'owy "Feedin' The Charlatan".

## Obecny skład zespołu
- Dan Swanö − wokal, gitara, instrumenty klawiszowe (1989-1997), wszystkie instrumenty (2003)
- Andreas Axelsson − gitara (1989–1999)
- Sami Nerberg − gitara (1989–1999)
- Anders Lindberg − gitara basowa (1989–1999)
- Benny Larsson − instrumenty perkusyjne (1989–1999)
- Robert Karlsson − wokal (1997–1999)

## Dyskografia

### Albumy studyjne
- (1991) Nothing But Death Remains
- (1992) Unorthodox
- (1993) The Spectral Sorrows
- (1994) Purgatory Afterglow
- (1996) Crimson
- (1997) Infernal
- (1997) Cryptic
- (2003) Crimson II

### Dema i EP
- (1989) Euthanasia (Demo)
- (1990) Kur-Nu-Gi-A (Demo)
- (1990) The Dead (Demo)
- (1990) The Immortal Rehearsals (Demo)
- (1992) Dead But Dreaming (Demo)
- (1993) Darkday (Promo Demo)
- (1993) Lost (Demo)
- (1993) The Spectral Sorrows Demos (Demo)
- (1994) Until Eternity Ends (EP)
- (1996) Infernal Demos (Demo)

### Kompilacje
- (1999) Evolution
- (2006) When All is Said
- (1990) Live In Denmark'

### Wideografia
- "Black Tears" (1994) (Purgatory Afterglow)
- "Uncontrol me" (Cryptic)
- "Live in Norrköping 11.10.1991"
- "Live in Motala 1999r"